# 鉄戸美桜
鉄戸 美桜（てつど みお、2000年3月24日 - ）は、日本の元女性アイドル・女優。女性アイドルグループ「ハコイリ♡ムスメ」の元メンバーでリーダーも務めた。福岡県出身。

## 略歴
2010年、ヴェルヴェットマネージメントに所属。2011年、「We Can☆47」（BSフジ）にWe Canガールズ3期生として出演。当時のプロフィールでは出身を千葉県としていた。
2012年には、田中絵里花、雨宮悠香、松岡美羽とともにアイドルグループ「ちゅっちゅ♡」を結成、「BME♡」（第2期）に改名するがその直後に脱退、芸能活動も休止。
ボックスコーポレーションに所属後、2014年、AI女優養成プロジェクトの3期生となる。同年結成されたハコイリ♡ムスメのメンバーとなり、その活動に専念するためAI女優養成プロジェクトは卒業。
2015年7月、ハコイリ♡ムスメのリーダー（就任当初は「統括リーダー」と呼称）に就任。
2017年4月より大学受験に備えて活動を縮小、リーダーは我妻桃実に交代。同年8月13日をもって活動休止に入ったが、大学に合格したため、同年12月17日より復帰。
2018年1月28日の定期公演でハコイリ♡ムスメを卒業することを発表、同年3月21日の定期公演をもって卒業した。
2018年後半より、ハコイリ♡ムスメの後輩の指導を行っている。
2019年5月30日、Twitterで5月末をもってボックスコーポレーションを退社することを発表した。

## 出演

### テレビ
- We Can☆47（2011年4月 - 2012年3月、BSフジ）
- 時々迷々「わたしはプリマドンナ」（2012年1月13日、NHK Eテレ）
- 人類学者・岬久美子の殺人鑑定「光る白骨の美女!ピアニスト連続殺人の裏に女系家族の愛と欲…転落死したら骨折が治った!?」（2014年11月8日、テレビ朝日）小野寺さくら（幼少期）役

### ネットテレビ
- 鉄戸美桜の鉄戸の部屋（2012年8月[13] - 10月、ニコニコ生放送）

### 舞台
- アイドル甲子園シアター旗揚げ公演「AKIRA」（2015年9月29日 - 10月4日）※Aキャスト

### ライブ・イベント
- ハコイリ♡ムスメ月曜定期公演〜ハコムスペナントレースNEXT〜2000年代のアイドルソングカバー対決（2018年5月21日、AKIBAカルチャーズ劇場）※我妻桃実とのユニットで出演
- AKINO LEE誕生日前々夜祭 2018（2018年8月26日、秋葉原CLUB GOODMAN）
- ハコイリ♡ムスメ 2ndコンサート〜癒やしとやすらぎとトキメキの世界へ〜（2019年7月28日、ニッショーホール）
- 功夫咖喱レト発イベント「AKINO LEE カレー誕生会＼(^o^)／」 （2019年8月28日、浅草橋マンホール）
- 「ぽにょのともだち100人できるかな？Vol.3」（2019年12月19日、阿佐ヶ谷ロフトA）